# Asplenium macraei
Asplenium macraei är en svartbräkenväxtart som beskrevs av William Jackson Hooker och Grev. Asplenium macraei ingår i släktet Asplenium och familjen Aspleniaceae. Inga underarter finns listade.

## Bildgalleri

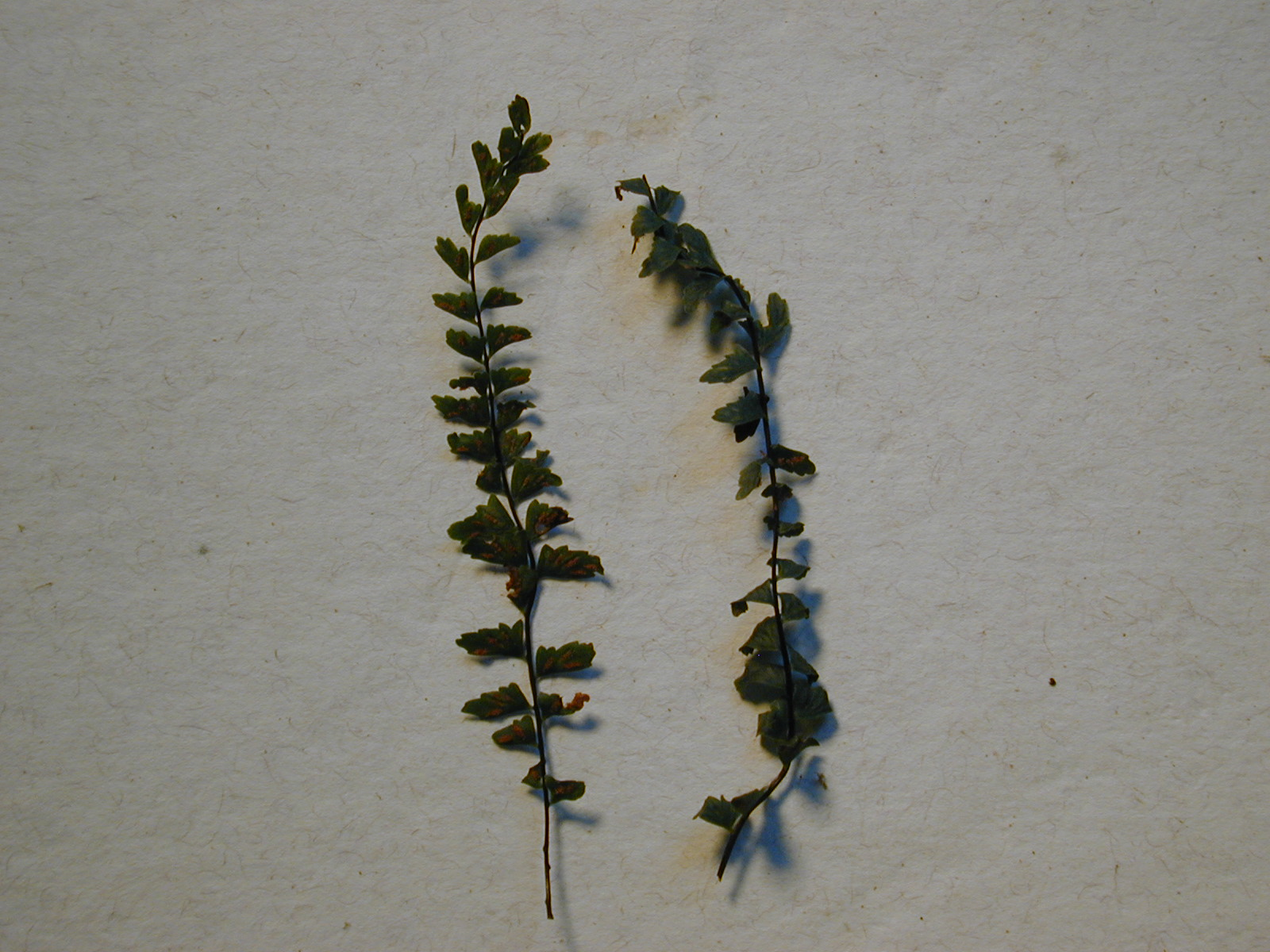
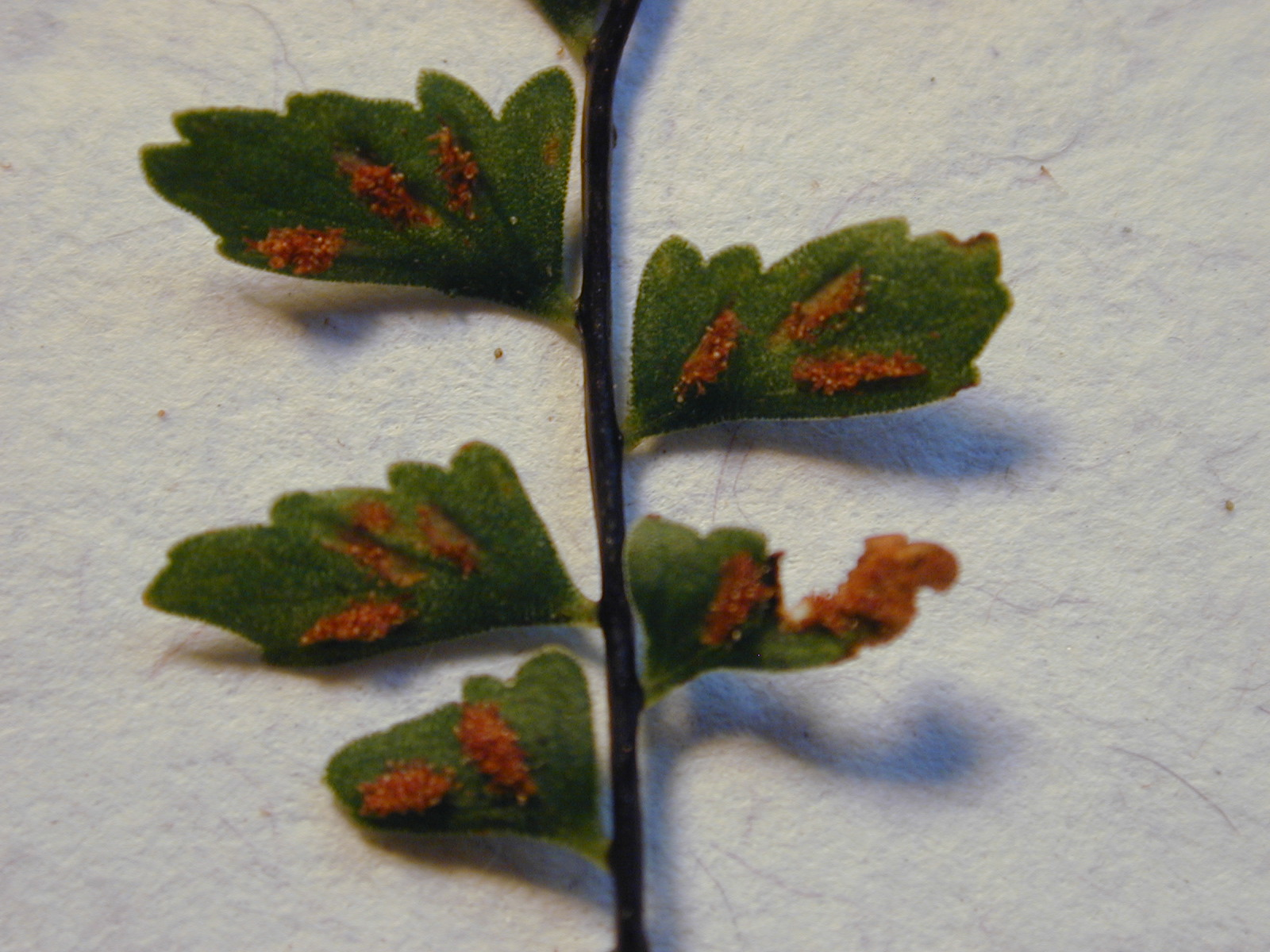
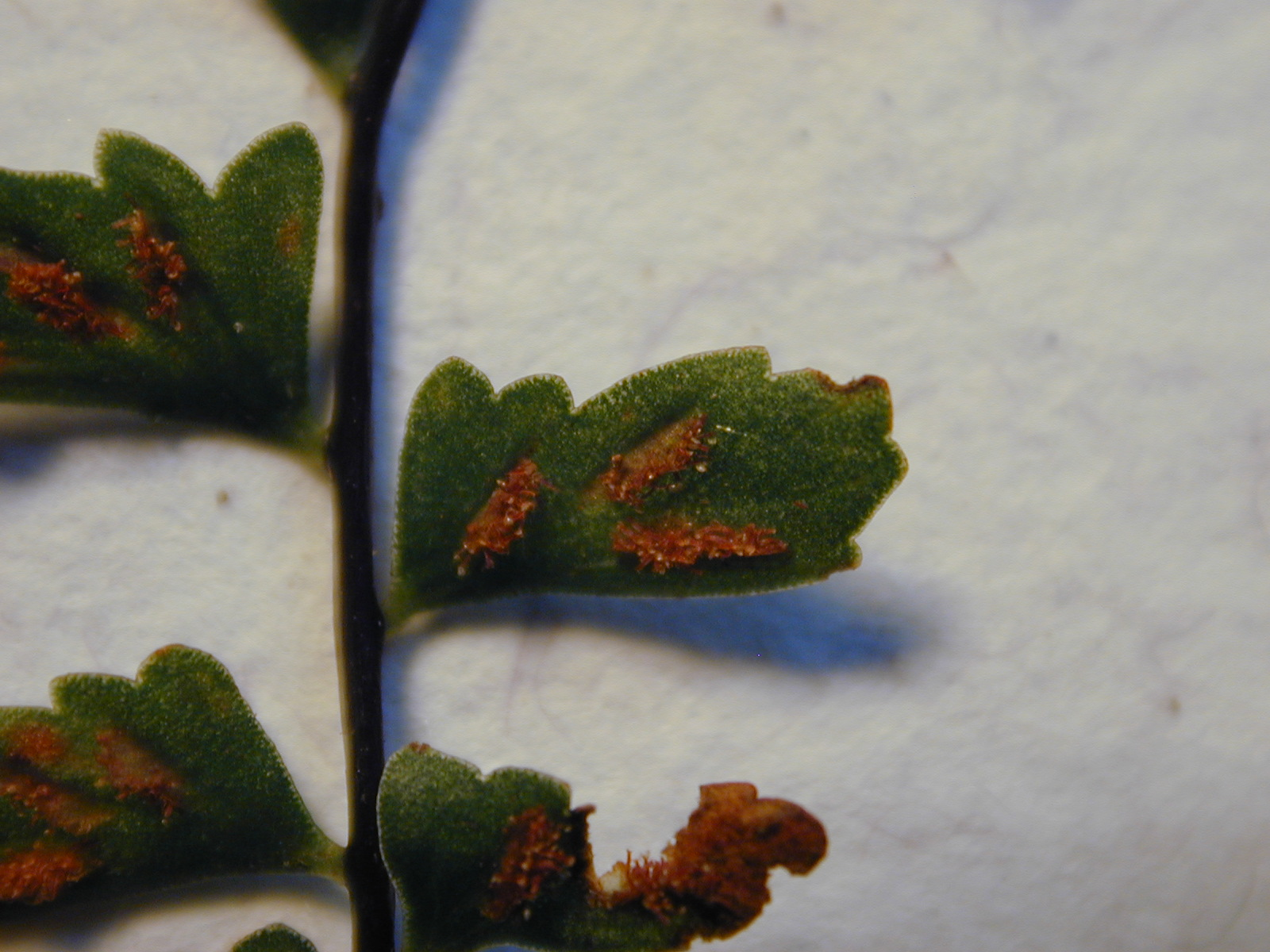
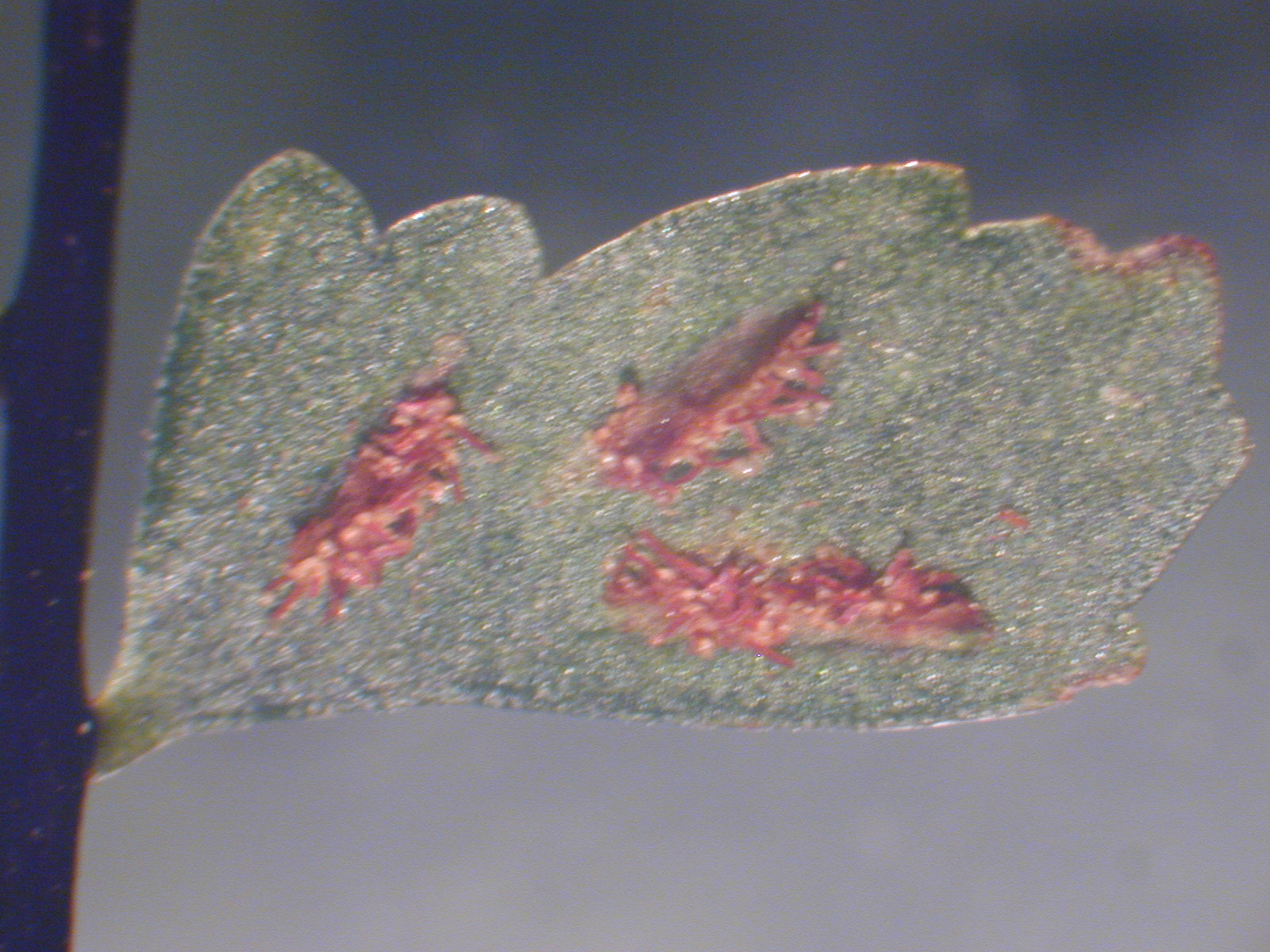
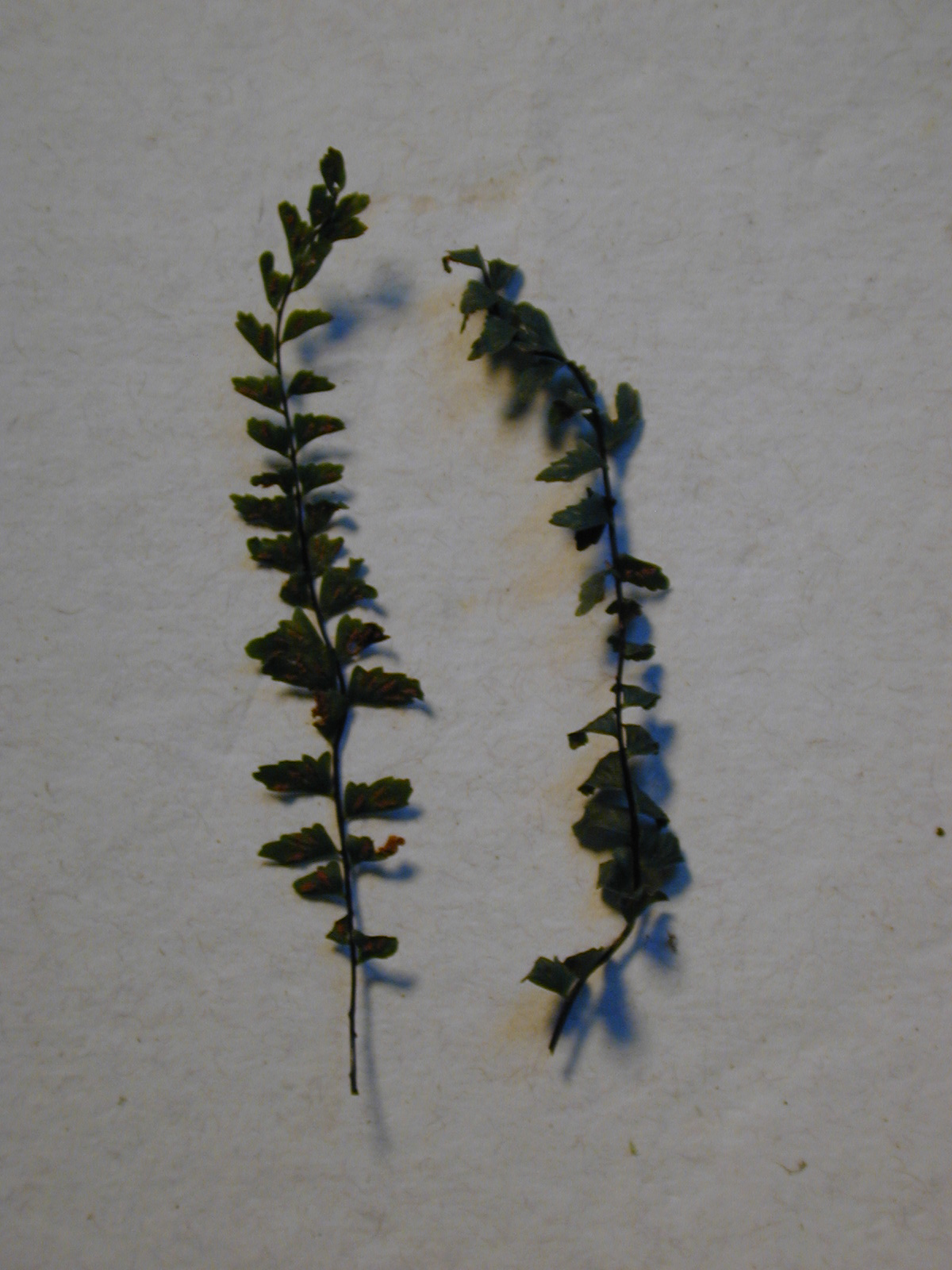
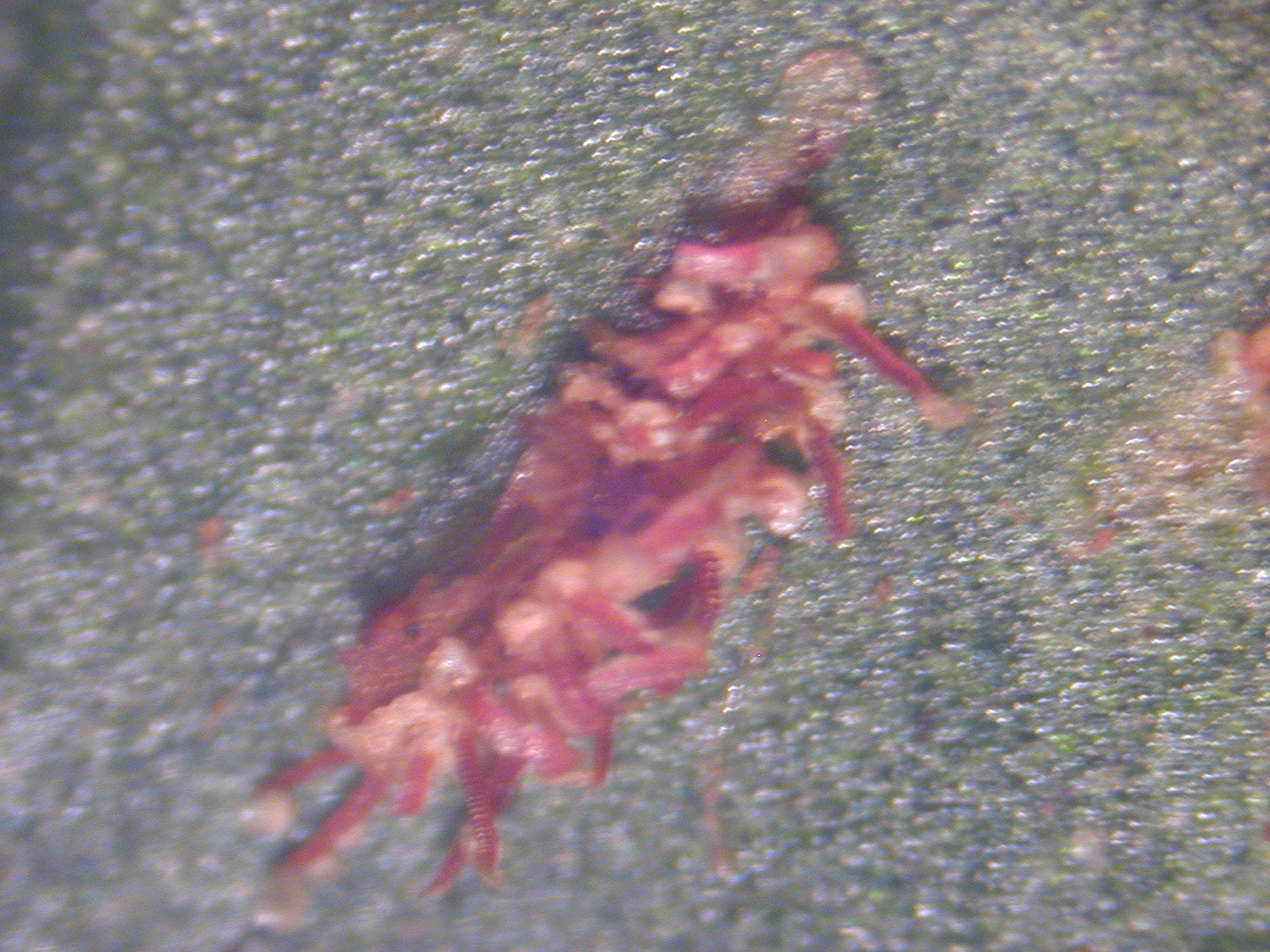